# Nigeria i olympiska sommarspelen 1972
Nigeria deltog med 25 deltagare vid de olympiska sommarspelen 1972 i München. Totalt vann de en bronsmedalj.

## Medaljer

### Brons
- Isaac Ikhouria - Boxning, lätt tungvikt.